# San Mateo, Puebla
San Mateo är en ort i Mexiko.   Den ligger i kommunen Tepexco och delstaten Puebla, i den sydöstra delen av landet, 100 km sydost om huvudstaden Mexico City. San Mateo ligger 1 448 meter över havet och antalet invånare är 106.
Terrängen runt San Mateo är huvudsakligen kuperad, men åt nordost är den platt. San Mateo ligger uppe på en höjd. Runt San Mateo är det ganska tätbefolkat, med 120 invånare per kvadratkilometer. Närmaste större samhälle är Izúcar de Matamoros, 18,5 km öster om San Mateo. Omgivningarna runt San Mateo är en mosaik av jordbruksmark och naturlig växtlighet.